# 야주르베다

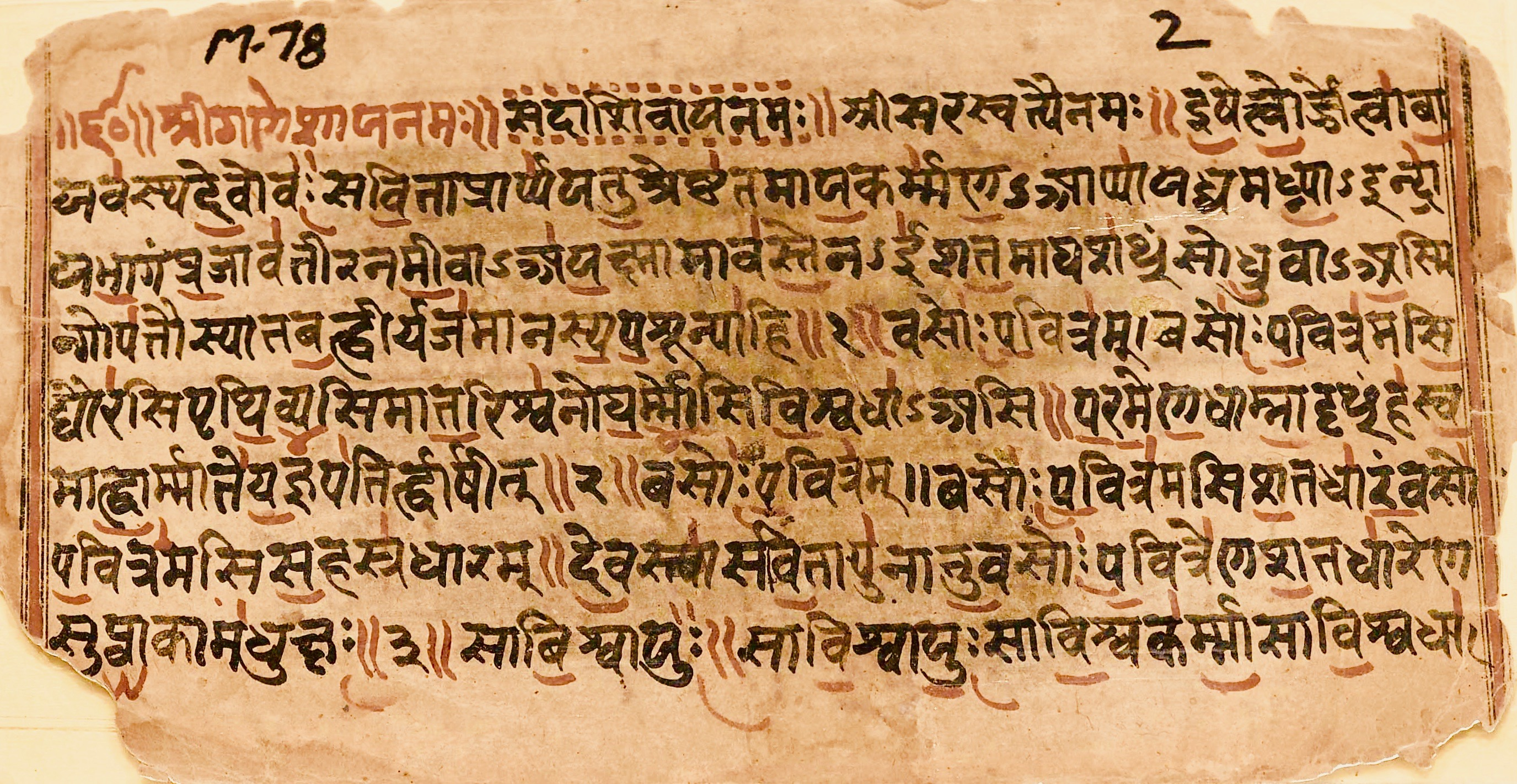
야주르베다 고문헌

야주르베다(산스크리트어: यजुर्वेद)는 기원전 1400년에서 기원전 1000년 사이에 형성된 베다의 세번째 삼히타로 야즈나의 형식에 대해 말하는 경전이다. 야주르베다는 크게 브라마나의 내용이 많이 포함된 크리슈나 야주르베다와 크리슈나 야주르베다에서 브라마나의 내용을 분리한 수클라 야주르베다로 나뉘며 리그베다에서 인용해 온 야즈나 의식의 진행과 관련된 고풍스런 만트라와 시구로 구성되어 있어 현실적인 성격을 가진다.

## 같이 보기
- 힌두 철학
- 힌두교
- 베다
- 야즈나